# Clarisse Peixoto
Clarisse Benício Peixoto est une joueuse brésilienne de volley-ball née le 3 janvier 1987 à Fortaleza (Ceará). Elle mesure 1,80 m et joue au poste de réceptionneuse-attaquante. 

## Clubs
| Club                     | De        | À         |
| ------------------------ | --------- | --------- |
| Grêmio de Vôlei Osasco   | 2006-2007 | 2006-2007 |
| São Caetano              | 2007-2008 | 2008-2009 |
| Vôlei Futuro             | 2009-2010 | 2011-2012 |
| PA Venelles              | 2012-2013 | 2013-2014 |
| Stod Volley              | 2014-2015 | 2014-2015 |
| Esporte Clube Pinheiros  | 2015-2016 | 2015-2016 |
| Osasco Voleibol Clube    | 2016-2017 | 2016-2017 |
| Fluminense Football Club | 2017-2018 | 2017-2018 |
| Esporte Clube Pinheiros  | 2018-2019 | 2019-2020 |
| AJM/FC Porto             | 2020-2021 | …         |

## Palmarès
- Coupe du Brésil
  - Finaliste : 2008.
- Championnat de Norvège
  - Vainqueur : 2015.
- Supercoupe du Brésil
  - Finaliste : 2015.
- Championnat du Brésil
  - Finaliste : 2017.
- Supercoupe du Portugal
  - Vainqueur : 2020.